# Ана Голубкина
Ана Семјоновна Голубкина (руски: Ана Семёновна Голубкина; 28. јануар 1864 – 7. септембар 1927) била је руска вајарка импресиониста. Као прва руска вајарка која је добила награду Париског салона, сматра се првом женском руском вајарком. Голубкина је такође имала изложбу у престижном Пушкиновом музеју. По њој је назван кратер на Венери.

## Биографија
Голубкина је рођена у Зарајску, Рјазањска губернија (сада Московска област), Русија, у породици сељака Старовераца. Њен отац је умро кад је Голубкина имала само две године. Одгојио ју је деда, Поликарп Сидорович Голубкин, који је био профитабилни пољопривредник, произвођач поврћа и вероватно шеф локалне заједнице Филиповаца.
Голубкина није стекла ни основно школско образовање до 25. године. Упркос њиховом потпуном недостатку формалног школовања, сва деца у Голубкиновој породици била су писмена и старија Голубкина сестра Александра је касније добила диплому медицинске сестре. Таленат Голубкине за сликарство и вајарство открио је локални наставник уметности, који јој је препоручио да оде у Москву да студира уметност.
Године 1889. полагала је пријемне испите за Otto Gunst's Classes for Elegant Arts, архитектонску школу. Без формалног образовања, пала је на неким испитима; али испитивач, вајар Сергеј Волнухин, изазвао је друге испитиваче да именују вајара који је у стању да створе било шта попут њене „Старе жене која се моли“. Убедио их је не само да признају Голубкину, већ и да се одрекну њене школарине.
Следеће године школа је затворена због банкрота. Ана је уписала Московску школу за сликање, скулптуру и архитектуру где је студирала од 1890−1894. код професора Сергеја Иванова. Један од њених колега из разреда био је још један познати вајар Сергеј Коненков.
Током 1894−1895. студирала је на Царској академији уметности у Санкт Петербургу у атељеу чувеног вајара Владимира Беклемишева. Према истраживачима, Владимир је био предмет њене трагичне неузвраћене љубави, али никада није знао за то.
Године 1895. отишла је у Париз где је студирала на Académie Colarossi (1895–1897). У то време руски уметници су обично одлазили у иностранство или имали неку врсту новчане надокнаде или довољан независни приход. Голубкина је била једна од првих која је у Париз дошла готово без новца. Буквално је гладовала, али успела је да изради значајне скулптуре, укључујући и „Гвоздену“.
Године 1897. се накратко вратила у Русију, а затим постала помоћница Огиста Родена (1897–1900) заузевши место Камиј Клодел (понуду је добила и од Марка Антоколског). Роден је затражио да она ради на рукама и ногама његових скулптура. У то време је такође израдила „Стари век“, „Ватра“, „Магла” и многе друге оригиналне скулптуре. У Старом веку користила је директну алузију на дело самог Родена. Користила је исти модел, који седи у истој пози као и Роденов Мислилац који је он створио 14 година раније.
Године 1901. вратила се у Москву. Њен рељеф Талас постављен на фасади Московског уметничког позоришта сматран је симболом руског модернизма. Учествовала је у Руској револуцији 1905. године, ухапшена и осуђена на годину дана затвора због дистрибуције летака и ослобођена због лошег здравственог стања. Такође је израдила низ скулптуралних портрета, укључујући портрете Андреја Белог, Алексеја Ремизова, Лава Толстоја и Карла Маркса.
Голубкина је у почетку била веома одушевљена Октобарском револуцијом 1917, али је одбила да ради са совјетском владом (укључујући Лењинов план монументалне пропаганде) након погубљења бивших чланова Државне думе. На крају је пристала да предаје у Vkhutemas-у.
Ана Голубкина умрла је 1927. године, док је радила на скулптури Александра Блока. Оперисана је и забрањено јој је руковање тешким предметима. Међутим, рад на великој дрвеној скулптури захтевао је много физичког напора. Голубкина се осећала прилично лоше и отишла је у Зарајск код своје сестре Александре Голубкине, очекујући да јој Александра помогне. Умрла је неколико дана по доласку тамо.
Голубкинин атеље у Москви постао је музеј 1932. године. То је био први руски музеј те врсте.

## Одабрани радови
- Л.И. Сидорова, 1906
- Е.Д. Никифорова-Кирпичникова, 1908
- Е.П. Носова-Рјабушинскаја, 1912
- Спавачи, 1912
- Рељеф Талас на згради московског позоришта, 1903